# 사뮈엘 음바페 레페
사뮈엘 음바페 레페(프랑스어: Samuel Mbappé Léppé, 1936년 2월 28일~1985년 12월 25일)는 카메룬의 축구인으로 선수 시절 미드필더로 활동했다. 본명은 음바페 무미 사뮈엘(프랑스어: Mbappé Moumi Samuel)이며 카메룬의 사와족(프랑스어: Sawa) 출신이다.

## 어린 시절
사뮈엘 음바페 레페는 1936년 2월 28일 프랑스령 카메룬의 두알라에서 무메 음바페(프랑스어: Moumè Mbappé)와 로즈 에벨(프랑스어: Rose Ebelle) 사이에서 태어났다.

## 구단 경력
1950년대와 1960년대에 오릭스 두알라에서 활동하며 엘리트 원 5회 우승(1960-61, 1962–63, 1963–64, 1964–65, 1966–67시즌), 카메룬 컵 3회 우승(1963, 1968, 1970년), 아프리칸 챔피언스 클럽컵 1회 우승(1964-65)을 달성했다. 그는 1964-65 아프리칸 챔피언스 클럽컵에서 우승을 달성하며 아프리칸 챔피언스 클럽컵 우승을 달성한 첫 번째 주장이 되었다. 오릭스 두알라에서 활동할 당시 몇몇 유럽 구단들이 그에게 카메룬을 떠나 유럽 축구계에서 활동할 것을 제안했지만 그는 이 제안들을 거절하고 오릭스에 잔류했다.

## 국가대표팀 경력
장군(프랑스어: Maréchal)이라는 별칭을 가지고 있던 사뮈엘은 카메룬 축구 국가대표팀의 주장을 역임했다. 그는 카메룬 대표팀의 일원으로 1970년 아프리카 네이션스컵에 참가했으나 카메룬은 조별 리그에서 탈락했다. 그는 카메룬 국가대표팀에서 4득점을 기록했다.

## 사망 및 헌정
사뮈엘은 합병증과 가난으로 인해 1985년 12월 25일 카메룬의 두알라에서 49세의 나이에 사망했다. 공식적으로 결혼하지 않았지만 그는 죽기 직전에 자신에게 친딸이 있다는 것을 알았다.
사후 카메룬의 축구 선수였던 로제 밀라는 사뮈엘을 "최고의 축구 선수"라고 언급했으며 사뮈엘 에토는 그를 "카메룬의 현대 축구에 영감을 준 역사적 인물"이라고 언급했다.
1992년 카메룬 정부는 사뮈엘의 얼굴이 담겨진 125F 우표를 발행했고 아프리카 축구 연맹은 2015년에 진행된 CAF 수상식에서 그에게 아프리카 전설의 선수상을 부여했다. 카메룬의 두알라에 있는 축구 경기장 스타드 아크와(프랑스어: Stade Akwa)는 그의 행적을 기리는 뜻에서 그의 이름을 딴 스타드 음바페 레페로 명칭이 변경되었다.

## 수상 내역
구단
 오릭스 두알라
- 엘리트 원: 1960-61, 1962–63, 1963–64, 1964–65, 1966–67
- 카메룬 컵: 1963, 1968, 1970
- CAF 챔피언스리그: 1964-65

## 개인사
사뮈엘에게는 에벨레 무미 왈테르(프랑스어: Ebèllé Moumi Walter)라는 동생이 있었다. 축구 선수였던 에벨레는 사뮈엘과 함께 오릭스 두알라와 카메룬 축구 국가대표팀에서 활동했다.
사뮈엘은 이름에 음바페(프랑스어: Mbappé)가 들어가지만 킬리안 음바페는 자신은 그와 아무런 혈연 관계가 없다고 언급했다.